# Agnete Kirk Thinggaard
Agnete Kirk Thinggaard (18 de mayo de 1983) es una jinete danesa que compite en la modalidad de doma.
Ganó una medalla de plata en el Campeonato Europeo de Doma de 2017, en la prueba por equipos. Participó en los Juegos Olímpicos de Río de Janeiro 2016, ocupando el sexto lugar en la misma prueba.

## Palmarés internacional
| Campeonato Europeo | Campeonato Europeo  | Campeonato Europeo | Campeonato Europeo |
| Año                | Lugar               | Medalla            | Categoría          |
| ------------------ | ------------------- | ------------------ | ------------------ |
| 2017               | Gotemburgo (Suecia) | Medalla de plata   | Por equipos        |